# 하부정 (야마구치현)
하부정(埴生町)은 야마구치현 아사군에 설치되었던 정이다. 현재의 산요오노다시에 해당한다.

## 역사
- 1889년 4월 1일 - 정촌제가 시행되면서 이쿠타촌(生田村)이 발족.
- 1948년 6월 1일 - 정으로 승격하면서 하부정(埴生町)으로 개칭.
- 1956년 9월 30일 - 아사정과 합병하여 산요정의 일부가 됨.
- 2005년 3월 22일 - 산요정이 오노다시와 합병하여 산요오노다시가 됨.